# Bram De Ly
Bram De Ly (Brugge, 21 januari 1984) is een Belgische voetballer die sinds augustus 2010 uitkomt voor FCV Dender EH. Zijn positie is verdediger. Vanaf seizoen 2012-2013 speelt De Ly voor KRC Waregem.

## Carrière
Bram De Ly begon met voetballen bij Zerkegem, waar hij woont. Hij ging daarna naar Club Brugge, waar hij als centrale verdediger, rechtsback en kapitein verschillende landstitels behaalde. Uiteindelijk ging hij naar Torhout 1992 KM. Hij speelde in dezelfde generatie als onder andere Bart Vlaeminck, Vincent Provoost, Dieter Van Tornhout, en Glenn Verbauwhede. Hij kreeg training van onder andere Frank Decraemer en Čedomir Janevski. Bram werd verschillende keren geselecteerd voor de nationale ploeg.
Sinds juli 2006 speelt De Ly voor KV Kortrijk. In zijn eerste seizoen voor Kortrijk stond De Ly veertien keer in de basis tijdens een competitiewedstrijd.

## Statistieken
| seizoen | club            | land   | competitie         | wed | goals |
| ------- | --------------- | ------ | ------------------ | --- | ----- |
| 2005/06 | Torhout 1992 KM | België | Derde klasse A     | ?   | ?     |
| 2006/07 | KV Kortrijk     | België | Tweede klasse      | 10  | 1     |
| 2007/08 | KV Kortrijk     | België | Tweede klasse      | 35  | 4     |
| 2008/09 | KV Kortrijk     | België | Jupiler Pro League | 31  | 1     |
| 2009/10 | KV Kortrijk     | België | Jupiler Pro League | 8   | 0     |
| 2010/11 | Dender          | België | Tweede klasse      | 31  | 0     |
| 2011/12 | Dender          | België | Tweede klasse      | 10  | 0     |
| 2012/13 | RC Waregem      | België | Derde klasse       |     |       |
| 2013/14 | Torhout 1992 KM | België | Derde klasse       |     |       |